# Izolacja RNA
Izolacja RNA – proces oczyszczania RNA z innych składników obecnych w komórce. Wyizolowany RNA może zostać użyty m.in. do analizy ekspresji genów, poznania ich budowy (np. lokalizacja egzonów i intronów), kompletowania bibliotek cDNA.
RNA jest bardzo wrażliwy na rozkład przez rybonukleazy, enzymy należące do nukleaz, przecinające wiązanie fosfodiestrowe w szkielecie cukrowo-fosforanowym RNA. Rybonukleazy występują powszechnie i cechuje je bardzo duża stabilność – mogą one zachowywać aktywność nawet po autoklawowaniu. Z tej przyczyny podczas pracy z RNA należy zachować dużą staranność, aby nie dopuścić do przedostania się rybonukleaz do próbek (podczas pracy z DNA ryzyko degradacji, zarówno chemicznej, jak i enzymatycznej, jest znacznie mniejsze). Podstawowym wymogiem jest stosowanie rękawiczek jednorazowych, chroniących preparaty przed rybonukleazami z powierzchni skóry. Poza tym dobrą praktyką jest używanie osobnego kompletu materiałów (np. pipet) z przeznaczeniem tylko do badań RNA. Do inaktywacji rybonukleaz na sprzęcie laboratoryjnym, jak też do sporządzania wody wolnej od rybonukleaz, wykorzystuje się diwęglan dietylu (pirowęglan dietylu).
Komórka eukariotyczna zwykle zawiera ok. 10–30 pg całkowitego RNA, z czego 80–85% stanowi rRNA. mRNA stanowi w zależności od typu i stanu metabolicznego komórki ok. 1–5% całkowitego RNA komórki.

## Metody izolacji RNA
Procedury izolacji RNA podobne są do izolacji DNA. Opierają się one na lizie i homogenizacji komórek w środowisku, w którym rybonukleazy są szybko denaturowane. Następnie przeprowadza się ekstrakcję fenolowo-chloroformową i precypitację. W ten sposób otrzymuje się całkowity RNA komórki. Można je wykorzystać bezpośrednio do dalszych doświadczeń lub poddać rozdziałowi na różne frakcje. W celu dalszego oczyszczenia surowego preparatu RNA stosuje się deoksyrybonukleazy trawiące pozostałości DNA, a resztki białek można usunąć przez stosowanie proteaz (np. proteinazę K).
Uzyskany preparat może zawierać śladowe ilości rybonukleaz, dlatego nie nadaje się do długiego przechowywania. Trwałość można zwiększyć, zamrażając próbki w ciekłym azocie lub w temperaturze rzędu od −70 do −80 °C.

### Ekstrakcja dwufazowa

Izolacja RNA za pomocą ekstrakcji dwufazowej i precypitacji

Po dezintegracji komórek przeprowadza się ekstrakcję RNA roztworem składającym się z fenolu, chloroformu i alkoholu izoamylowego w stosunku objętościowym 25:24:1. Powstają dwie fazy – wodna i organiczna. RNA gromadzi się w fazie wodnej. Odczyn fenolu musi być buforowany do odpowiednio kwaśnego poziomu, ponieważ wtedy DNA ulega ekstrakcji do fazy organicznej lub pozostaje w międzyfazie wraz ze zdenaturowanymi białkami. Z wodnej fazy RNA wytrącany jest przez dodanie etanolu lub izopropanolu, po czym mieszaninę wiruje się, a produkt uzyskuje się w postaci niewielkiej ilości zbitego ciała stałego na dnie probówki.

### Jednostopniowa metoda izolacji RNA (AGPC)
Obecne najpopularniejsza metoda izolacji RNA bazuje na ekstrakcji fenolowo-chloroformowej z użyciem soli chaotropowych (np. tiocyjanianu lub chlorowodorku guanidyny). Metoda ta, nazywana AGPC (acid guanidinium thiocyanate-phenol-chloroform extraction), została opracowana w 1987 roku przez Piotra Chomczyńskiego i Nicholettę Sacchi. Praca, w której ta metoda została zaprezentowana, zatytułowana Single-step method of RNA isolation by acid guanidinium thiocyanate-phenol-chloroform extraction, była według serwisu ScienceWatch najczęściej cytowaną pracą spośród opublikowanych od 1983 do 2002 roku.
Sole chaotropowe denaturują białka (odbiałczają), ułatwiają rozpad błon komórkowych i są silnym inhibitorem rybonukleaz. W klasycznej metodzie AGPC lizę komórek przeprowadza się w roztworze zawierającym tiocyjanian guanidyny, sarkozyl (detergent), β-merkaptoetanol (usuwa mostki dwusiarczkowe) oraz cytrynian sodu do regulacji pH. Następnie do lizatu dodawane są bufor octanowy o pH 4,0 (złożony z octanu sodu i kwasu octowego), fenol nasycony wodą i mieszanina chloroformu z alkoholem izoamylowym. RNA znajduje się w fazie wodnej i jest następnie wytrącany izopropanolem lub etanolem.
Na rynku dostępne są gotowe mieszaniny reagentów (np. TRIzol, TRIsure, TRI Reagent), jak również zestawy z kolumienkami do ekstrakcji RNA, które bazują na powyższych metodach.

### Użycie detergentu Nonidet P-40
Cytoplazmatyczny mRNA można wyizolować, stosując niejonowy detergent Nonidet P-40 lub jego zamiennik. Zaletą tej metody jest to, że jądro komórkowe pozostaje nienaruszone, a tym samym istnieje możliwość wyizolowania dodatkowo DNA. RNA zawarte w roztworze można oczyszczać, stosując ekstrakcję fenolowo-chloroformową.

## Ocena jakościowa i ilościowa ekstraktów RNA

### Metoda elektroforetyczna

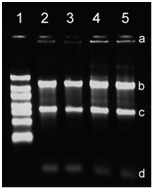
Prążki RNA po elektroforezie
a: DNA genomowe
b: 28S-rRNA
c: 18S-rRNA
d: 5S-rRNA

Za pomocą elektroforezy w żelu agarozowym można rozdzielić kwasy nukleinowe według wielkości. Pod wpływem przyłożonego napięcia ujemnie naładowane grupy fosforanowe przemieszczają się w stronę dodatniej anody, a mniejsze fragmenty migrują przez żel szybciej niż większe. Rozdział ten musi przebiegać w warunkach denaturujących, ponieważ RNA ma tendencję do tworzenia skomplikowanych struktur drugo- i trzeciorzędowych, które zaburzają migrację RNA w żelu. W tym celu najczęściej stosuje się formaldehyd, formamid lub glioksal. Po rozdziale elektroforetycznym powinny być widoczne wyraźne, jednolite prążki złożone z frakcji 28S i 18S rybosomalnego RNA, co wskazuje na brak degradacji wyizolowanego RNA. Stosunek intensywności prążków 28S i 18S wynoszący 2:1 świadczy o jego dobrej jakości preparatu.

### Metoda spektrofotometryczna
Spektrofotometryczny pomiar absorbancji wykonuje się przy długości fali 260 nm (maksimum absorpcji dla DNA, RNA) oraz przy 280 nm (maksimum absorpcji dla białek). Zanieczyszczenie próbki przez białka (lub fenol) można stwierdzić, obliczając iloraz absorbancji przy 260 nm i 280 nm (A260/280). Czysty RNA powinien dawać wynik około 2,0. Wynik niższy świadczy o zanieczyszczeniu.
Przyjmuje się, że jeżeli absorbancja próbki (A260) w kuwecie o długości drogi optycznej 1 cm wynosi 1, to stężenie RNA wynosi 40 μg/ml. Tak więc stężenie RNA w badanym roztworze wynosi:
CRNA [μg/ml] = A260·40 [μg/ml]